# Ходіння Богородиці по муках
«Ходіння Богородиці по муках» — популярний в давньослов'янській писемності апокриф, що є перекладом і частково переробленням грецького «Одкровення пресвятої Богородиці». Текст описує муки грішників у пеклі. Користувався особливою популярністю у старообрядців.
Найдавніший список «Ходіння», що відноситься до XII століття, був виданий Ізмаїлом Срезневським, паралельно з грецьким текстом, в «Стародавньому пам'ятнику мови та писемності» (1863).

## Зміст
Богородиця молиться на Оливковій горі, щоб архангел Михаїл показав їй муки грішників у пеклі. Архангел у супроводі 400 янголів, прибулих із кожного боку світу, спускається з неба та демонструє місця пекла, де відбувають покарання різні грішники. Богородиця, бачачи їх, просить помилувати грішників, а потім запитує за що їх покарано і архангел Михаїл пояснює.
1. Ті, хто не вірили в Ісуса Христа та Богородицю, плачуть і кричать.
2. Язичники та померлі нехрещеними перебувають у темряві.
3. Порушники клятви, даної батькам, перебувають по пояс у вогняній річці.
4. Ті, що вносили розбрат у родину, зраджували в подружжі, перебувають по груди у вогняній річці.
5. Злодії, грабіжники, пропійці, губителі невинних, перебувають по шию у вогняній річці.
6. Вбивці власних дітей, відступники від християнства, наклепники, лжесвідки й ті, хто допускали зло своїм невтручанням, перебувають у вогняній річці повністю.
7. Підбурювачі сусідів до ворожнечі, обмовники своїх ближніх, підвішені і їх терзають звірі.
8. Ті, хто без вагомої причини не молилися й не відвідували церкву на свята, лежать у вогняній хмарі.
9. Ті, хто перешкоджали священникам і не давали їм пожертв, сидять у вогняному потоці.
10. Брехуни, обманщики, сварливі, а також лихварі підвішені за язики до дерев.
11. Лицеміри, що прикривалися богоугодними справами задля власної вигоди, підвішені за руки та ноги, а в їхніх вустах палає вогонь.
12. Священники, що справляли Божу службу без благоговіння, підвішені за ноги і охоплені вогнем.
13. Дяки, що розповідають лжевчення, а також ченці, що живуть не так, як повчають інших, покарані тим, що їх терзають триголові звірі.
14. Патріархи, єпископи, ігумени та інше духовенство, що не здійснювало Божої волі, покаране тим, що його їдять черви.
15. Попаді, що після смерті своїх чоловіків упали в блуд, а також черниці, що після постригу впали в блуд, підвішені за ноги, їх палить вогонь і терзають звірі.
16. Правителі, що не жили за Божою волею, не були милостиві до убогих, перебувають у вогняному озері.

Наступні покарання призначені конкретно для грішників-християн.
1. Всі, хто нечесно користувалися чужими статками (п'яниці, лихварі), не дотримувалися посту, розлучники подружь, перебувають у вогняній річці.
2. Порушники Божих заповідей, які клялися їх дотримуватися, а чинили навпаки, страждають через червів, звірів і вогняну річку.

Наприкінці янголи переносять Богородицю до Божого престолу і вона просить у Бога помилувати грішників-християн. Бог відповідає, що грішники не були милостиві до своїх ближніх, тому їх самих не можна помилувати. Богородиця закликає архангела Михаїла та його янголів молитися за грішників, щоби Бог зжалився над ними. Після молитви Бог дає полегшення грішникам-християнам: їхні муки припиняються на час від Великого четверга до Трійці.